# Satna
Satna est une ville indienne située dans le district de Satna dans l'État du Madhya Pradesh. En 2011, sa population était de 283 004 habitants.

## Traduction
- (en) Cet article est partiellement ou en totalité issu de l’article de Wikipédia en anglais intitulé « Satna » (voir la liste des auteurs).